# 尚宮

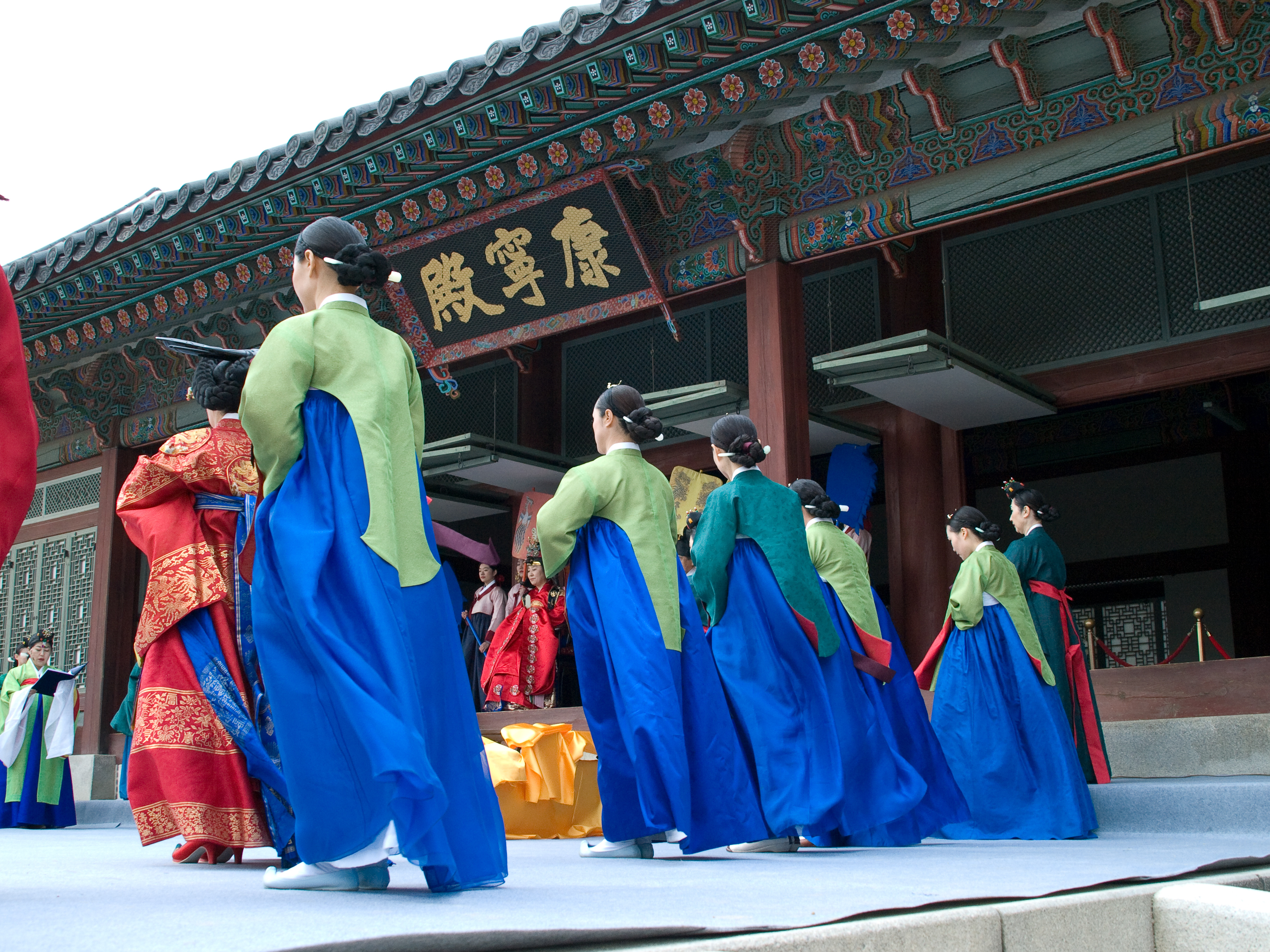
朝鲜王朝後期的尚宮（今人模擬）

尚宮是中國古代的女官職稱。后朝鮮半島各国仿照中原王朝官制也启用此宫廷女官名。
尚宮雖然是高品位的女官，有些擁有權勢，甚至對朝政具有影響力，如唐中宗時的尚宮柴氏和賀婁氏就曾干政。但她們也只是皇室的僕役，即使在品位較自己低的皇族（如低級妃嬪、無封爵或官位低的宗室）面前仍必須謙卑。《舊唐書》就記載：「唐高祖李淵之子、舒王李元名的保傅曾經對李元名說，尚宮品秩高，見面時，元名應該行拜禮；李元名卻說，尚宮只是二哥（唐太宗）的家婢，不需要對她行拜禮」。

## 中國的尚宮
尚宮最早出現於隋朝。《隋書》載，開皇二年，隋文帝採漢、晉舊儀置六尚，尚宮就是六尚之一。唐朝時，後宮仿照六部設六局：尚宮局、尚儀局、尚服局、尚食局、尚寢局、尚功局；尚宮是尚宮局的首席女官，掌導引中宮，定員二人，為正五品。
尚宮一職為歷朝所承襲；直至清朝廢除女官制度，尚宮這個官職才被廢除。
中國歷史上較為著名的尚宮有柴氏、賀婁氏、宋若昭等，均為唐朝人；又有一說指宋若昭之大姊宋若莘與四妹宋若憲亦曾任尚宮。

## 朝鮮的尚宮
朝鲜王朝女官職稱仿照中國制度，但實際上的職務、職級與中國女官有所不同。「尚宮」（상궁）是內人以上女官的統稱，包括尚宮、尚儀（皆為正五品）、尚服、尚食（皆為從五品）、尚寢、尚功（皆為正六品）、尚正、尚記（皆為從六品）。
没有被国王宠幸的女官中，以提調尚宮品階最高，之後就是副提調尚宮，再接著的是至密尚宮和最高尚宮。她們會佩戴作為牒紙的加髢來區別身份。

### 種類
- 提調尚宮（제조상궁）：宮女的最高位，主管內殿大小事務，掌管宮中所有女官，權力最大，地位相當於朝廷中的領議政。各宮殿均有提調尚宮，通常以大殿的地位最高。
- 副提調尚宮（부제조상궁）：地位僅次於提調尚宮，負責內殿庫房，擔當貴金屬、銀器、瓷器、綢緞等出納的尚宮。
- 至密尚宮：又稱待令尚宮（대령상궁），在大殿，中宮殿、王大妃殿或東宮殿等地方負責王室寢殿的起居生活。一般只有從小進宮（四至五歲）培訓的宮女經過考試才能擔任。並負責管理書籍、朗讀及謄寫文章、大小宴會侍側等。至密尚宮地位雖比提調尚宮及副提調尚宮低，但由於她們是在所有上殿身邊貼身服侍之人，所以在宮內相當有份量。
- 保姆尚宮（보모상궁）：負責照顧、教育王子、公主、翁主，並監督保姆內人，被小主人稱呼為「阿只」。由於她們經常與王子、王女接觸，對王子、王女的心性有很大影響，因此選定很嚴格。
- 本房尚宮（본방상궁）：王妃和世子嬪從娘家陪嫁過來的侍女，是王妃和世子嬪的心腹。[來源請求]
- 侍女尚宮（시녀상궁）：侍候國王、王妃、王大妃、王世子的尚宮。就是一般電視劇中跟在至密尚宮身邊的尚宮。
- 最高尚宮：各部門的總管。
- 監察尚宮（감찰상궁）：負責監督宮女的言行及管理所有宮女的升級與賞罰，為尚正品級。
- 訓育尚宮：負責訓育新進宮女，為尚記品級。
- 氣味尚宮：負責檢查食物好壞和香氣 並在國王用膳前先品嚐菜餚，以防下毒弒君。
- 出納尚宮：掌管廚房各種食材進貨保藏。
- 退膳尚宮：於退膳間工作，處理膳食的最後一道程序。
- 承恩尚宮（승은상궁）：又稱特別尚宮（특별상궁），宮女被國王寵幸後，往往不會立即被封為後宮，而是先封為承恩尚宮，直接聽命於王妃，地位高於提調尚宮。

## 外部連結
- 大長今之朝鮮後宮妃嬪